# غونسالو رودريغوس
غونسالو رودريغوس (بالبرتغالية: Gonçalo Rosa Gonçalves Pereira Rodrigues‏) هو لاعب كرة قدم برتغالي في مركز الوسط، ولد في 18 يوليو 1997 في فيلا ريال دي سان أنطونيو في البرتغال. لعب مع S.L. Benfica B ‏.

## وصلات خارجية
- غونسالو رودريغوس على موقع قاعدة بيانات كرة القدم.إي يو (الإنجليزية)
- غونسالو رودريغوس على موقع Soccerway.com (الإنجليزية)